# Glee: The Music, Volume 3 Showstoppers
Glee: The Music, Volume 3 Showstoppers är ett soundtrack från den amerikanska televisionsserien Glee. Albumet innehåller låtar från den andra halvan av seriens första säsong, förutom avsnitten "The Power of Madonna" och "Journey" som istället finns med på en enskild EP som släpptes exklusivt för vardera avsnitt. Albumet släpptes den 18 maj 2010. Två utgåvor finns tillgängliga: en standardutgåva som innehåller 14 låtar, och en deluxeutgåva som innehåller 20 låtar. Showstoppers debuterade som #1 på Billboard 200 i USA, med 136 000 sålda kopior under den första försäljningsveckan.

## Tracklista (Deluxe utgåva)
| Nr  | Titel                                                                         | Längd |
| --- | ----------------------------------------------------------------------------- | ----- |
| 1.  | Hello, Goodbye                                                                | 3:29  |
| 2.  | Gives You Hell                                                                | 3:26  |
| 3.  | Hello (featuring Jonathan Groff)                                              | 3:32  |
| 4.  | A House Is Not a Home                                                         | 2:55  |
| 5.  | One Less Bell to Answer / A House Is Not a Home (featuring Kristin Chenoweth) | 4:42  |
| 6.  | Beautiful                                                                     | 3:59  |
| 7.  | Home (featuring Kristin Chenoweth)                                            | 3:31  |
| 8.  | Physical (featuring Olivia Newton-John)                                       | 3:18  |
| 9.  | Total Eclipse of the Heart (featuring Jonathan Groff)                         | 4:24  |
| 10. | Lady Is a Tramp                                                               | 2:46  |
| 11. | One                                                                           | 3:56  |
| 12. | Rose's Turn                                                                   | 2:00  |
| 13. | Dream On (featuring Neil Patrick Harris)                                      | 4:34  |
| 14. | The Safety Dance                                                              | 3:19  |
| 15. | I Dreamed a Dream                                                             | 3:08  |
| 16. | Loser                                                                         | 3:47  |
| 17. | Give Up the Funk                                                              | 4:25  |
| 18. | Beth                                                                          | 2:37  |
| 19. | Poker Face (featuring Idina Menzel)                                           | 3:39  |
| 20. | Bad Romance                                                                   | 4:54  |

## Topplistor och certifieringar

### Topplistor
| Lista (2010)             | Topplacering |
| ------------------------ | ------------ |
| Australian Albums Chart  | 1            |
| Canadian Albums Chart    | 1            |
| Irish Albums Chart       | 1            |
| Mexican Albums Chart     | 9            |
| New Zealand Albums Chart | 3            |
| Scottish Albums Chart    | 1            |
| UK Albums Chart          | 3            |
| US Billboard 200         | 1            |

### Certifieringar
| Land        | Provider | Certifiering |
| ----------- | -------- | ------------ |
| Australien  | ARIA     | Guld         |
| Nya Zeeland | RIANZ    | Guld         |
| USA         | RIAA     | Guld         |

## Utgivningshistorik
| Region         | Release datum    | Utgåva           |
| -------------- | ---------------- | ---------------- |
| Kanada         | 18 maj, 2010     | Standard, Deluxe |
| USA            | 18 maj, 2010     | Standard, Deluxe |
| Australien     | 21 maj, 2010     | Deluxe           |
| Irland         | 21 maj, 2010     | Deluxe           |
| Nya Zeeland    | 21 maj, 2010     | Deluxe           |
| Storbritannien | 24 maj, 2010     | Deluxe           |
| Japan          | 28 maj, 2010     | Standard         |
| Japan          | 4 juni, 2010     | Deluxe           |
| Hongkong       | 21 juni, 2010    | Deluxe           |
| Brasilien      | 18 augusti, 2010 | Standard, Deluxe |